# Walter Starkie
Walter Fitzwilliam Starkie (Killiney, Dublín, 9 de agosto de 1894-Madrid, 2 de noviembre de 1976) fue un traductor, cervantista, hispanista, viajero y violinista irlandés, afincado en España. Viajó por Europa en el período de entreguerras; se instaló en España como director del primer British Council en ese país, abierto en Madrid en 1940; y a partir de 1957 fue profesor en varias universidades de Estados Unidos.

## Biografía
Hijo del helenista y traductor de Aristófanes William Joseph Myles Starkie (1860-1920) y de May Caroline Walsh, Walter creció en un ambiente cultivado, A los doce años fue enviado a un colegio en Shrewsbury, Inglaterra. En cuanto a su carrera musical, queda noticia de que ganó un primer premio de violín en la «Royal Irish Academy of Music» en 1913.
En 1914, rechazado en el Ejército británico durante la Primera Guerra Mundial «debido a sus ataques crónicos de asma», viajó a Londres para trabajar en la Oficina de Extranjeros, hasta conseguir ser admitido en la  Young Men's Christian Association (YMCA) británica, y «viajar a Génova con una de las divisiones destinadas en Italia». En ese país conoció a una enfermera de la Cruz Roja, la italo-argentina Italia Augusta Porchietti, que atendía a pacientes y soldados en un hospital genovés. También en Italia participó en un ‘tour’ por Sicilia con la Riviera Concert Party tocando el violín, viaje durante el que tomó contacto con la cultura gitana y que más tarde, a finales de los años veinte, le llevaría a Rumanía siguiendo el rastro errante de los zíngaros.
En 1920 se graduó en el Trinity College de Dublín, institución en la que sería el primer profesor de español e italiano en 1926, y donde tuvo como alumno a Samuel Beckett. Antes, el 13 de agosto de 1921, Starkie se había casado con Italia Augusta, con la que fue de viaje de novios a España. Tuvieron dos hijos: Landi William y Alma Delfina. En Dublín formó parte del equipo de dirección del Abbey Theatre.

### El viajero
Su espíritu viajero se había iniciado cuando, aun niño, acompañaba a su padre —comisario de Educación Nacional bajo el Gobierno británico– a recorrer parte de Irlanda como embajador de la obra de Shakespeare en los colegios irlandeses en el inicio del siglo xx.
Sus viajes por Europa entre las décadas de 1920 y 1940 dejaron singulares páginas como las vividas en su viaje a pie por Andalucía y La Mancha en 1935, en el umbral de la guerra civil española.

### El fascista
Invitado por su paisano y poeta William Butler Yeats y Lady Gregory en 1927, entró a dirigir el Abbey Theatre en Dublín (hasta 1942). Aquel mismo año, Starkie entrevistó a Benito Mussolini –uniéndose al grupo de apologistas del fascismo italiano, junto con George Bernard Shaw y el mencionado Yeats–, y un año después fue uno de los fundadores del Centro Internacional de Estudios Fascistas (CINEF) y escribió el panfleto/ensayo Whither is Ireland Heading? It is Fascism? Thoughts on the Irish Free State, publicado en 1928 por «The International Centre of Fascist Studies and Its Yearbook: Survey of Fascism».

### El hispanista
Walter Starkie, siguiendo el ejemplo de otro irlandés viajero en España, George Borrow, recorrió España acompañado de su violín. Fruto de ello serían obras como Spanish Raggle-Taggle: Adventures with a Fiddle in Northern Spain (1934), traducida como Aventuras de un irlandés en España (1934), y Don Gypsy: Adventures with a Fiddle in Barbary, Andalusia and La Mancha (1936), traducida como Don Gitano (1936); y ya al margen de sus estudios gitanos, el libro The Road to Santiago: Pilgrims of St. James (1957), dedicado a la recuperación del fenómeno jacobeo en España.
De su actividad como hispanista, y más allá de las ideologías personales, derivó su amistad ya durante la postguerra española con el escritor republicano Antonio Espina, traductor de su obra en inglés; con el pintor homosexual y socialista Gregorio Prieto, una de cuyas exposiciones patrocinó, y con otras personalidades de la cultura española como Ramón Menéndez Pidal, Pío Baroja o Camilo José Cela. El reconocimiento de su obra como hispanista fue recogido en el libro publicado en 1948 con el título Ensayos Hispano-Ingleses: Homenaje a Walter Starkie.

### El británico
Elegido académico de la Real Academia de Irlanda en 1930, la trayectoria vital, política y profesional de Starkie parecen desembocar en la incansable tarea de promoción del British Council, de cuya delegación en Madrid fue elegido director en entre 1940 y 1954; a su gestión se debe también la apertura de sucursales en Barcelona, Bilbao, Sevilla y Valencia. Tuvo además como ayudante al hispanista inglés Charles David Ley. En esa misma línea de actividad cultural se inscribe su tarea como profesor de literatura comparada en la Universidad Complutense de Madrid entre 1947 y 1956, donde tuvo como alumna a Rosario Castellanos. Tras su jubilación en el British Council, aceptó diversos puestos universitarios en los Estados Unidos, en las universidades de Texas en Austin (1957-58), Nueva York (1959), Kansas (1960), Colorado (1961) y de California en Los Ángeles (1961-70) como profesor residente, donde se le asignaron lectorados en seis departamentos (Inglés, Folclore-Mitología, Italiano, Música, Español-Portugués y Teatro). Tras su jubilación en UCLA, él e Italia regresaron a Madrid. Murió de un ataque de asma el 2 de noviembre de 1976. Seis meses después, el diez de mayo de 1977, murió su esposa. Ambos están enterrados en el cementerio Británico de Madrid.

## Obras
Starkie tradujo al inglés numerosas obras de literatura española, entre ellas el Quijote, y llegó a ser una autoridad en el estudio del pueblo gitano, y buen conocedor de su lengua, el romaní ibérico, más conocido como caló.
- Jacinto Benavente (1924)
- Luigi Pirandello (1926)
- Escritores de la España moderna (1929)
- Raggle-Taggle: Adventures with a Fiddle in Hungary and Romania (1933)
- Spanish Raggle-Taggle: Adventures with a Fiddle in Northern Spain (1934), traducida como Aventuras de un irlandés en España (1934)
- Don Gypsy: Adventures with a Fiddle in Barbary, Andalusia and La Mancha (1936), traducida como Don Gitano (1936).
- The Waveless Plain: An Italian Autobiography (1938)
- La España de Cisneros (1939)
- Grand Inquisitor (1940)
- In Sara's Tents (1953)
- The Road to Santiago: Pilgrims of St. James (1957)
- Spain: A Musician's Journey Through Time and Space (1958)
- Estudiantes y gitanos (1962) y Scholars and Gypsies: An Autobiography (1963)
- Homage to Yeats, 1865-1965: Papers Read at a Clark Library Seminar (1965)

### Traducciones
- Tiger Juan, de Ramón Pérez de Ayala (1933)
- The Spaniards in their History, de Ramón Menéndez Pidal (1950)
- Tower of Ivory de Rodolfo Fonseca (1953)
- This is Spain de Ignacio Olagüe (1954)
- Don Quixote de Cervantes (1954, 1957, 1964)
- The Deceitful Marriage and other Exemplary Novels de Cervantes (1963)
- Eight Spanish Plays of the Golden Age (1964)

## Distinciones
Aunque Starkie no llegó a recibir el título de sir, acumuló otras distinciones como las de:
- Caballero de la Orden de Alfonso XII (1928)
- Caballero de la Legión de Honor (1931)
- Caballero de la Orden de la Corona de Italia (1933)
- Caballero del Imperio Británico (CBE) (1948)
- Caballero de la Orden de Isabel la Católica
- Caballero de la Orden de San Miguel y San Jorge (CEG) (1954)